# José Brocca

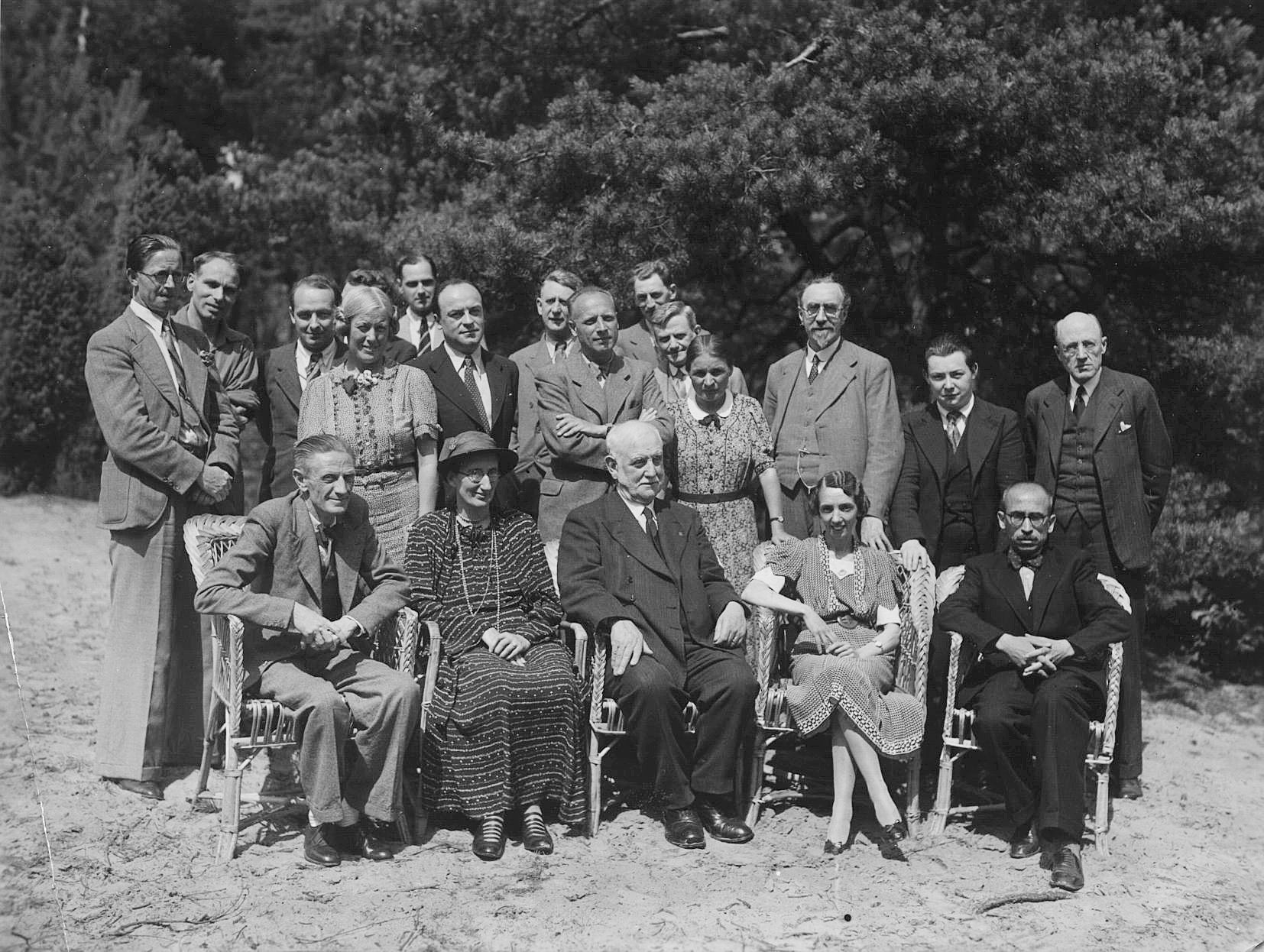
El Consejo Internacional del WRI, reunido en la Broederschapshuis (Casa de Hermandad) en Bilthoven, Holanda en julio de 1938. Prof. Brocca está sentado el primero por la izquierda. Entre los otros fotografiados están George Lansbury, M.P. (sentado en el centro), Grace Beaton (sentada la segunda por la derecha), y Herbert Runham Brown (de pie el tercero por la derecha). Durante esta conferencia del Consejo el Prof. Brocca fue entrevistado por el escritor estadounidense Allan A. Hunter para su libro "White Corpuscles in Europe" (Corpúsculos blancos en Europa). El trabajo del Consejo está documentado en Prasad, 2005 (ver referencia abajo).

José Brocca Ramón (Almería, España, 16 de abril de 1891 - Ciudad de México, junio de 1950) fue un pacifista y humanista español aliado con el bando republicano durante la guerra civil española, pero que fomentó formas no violentas de resistir al fascismo.
De padre italiano y madre española, nació en Almería en 1891. Su padre, originario de Milán, estaba destinado allí como cónsul italiano.

## Una historia olvidada
La percepción de mucha gente sobre la guerra civil española es la de dos partes monolíticas: una guerra de democracia contra fascismo. Pero no fue, de ninguna manera, tan simple como eso y aunque fue la causa republicana la más seriamente dañada por luchas de poder internas, había muchas facciones y subgrupos dentro de ambos bandos. Casi completamente olvidado por los principales historiadores, hubo también una fuerte componente de pacifismo y antimilitarismo y el trabajo de la rama española de la organización Internacional de Resistentes a la Guerra (War Resisters' International o WRI) está casi totalmente olvidado en la historia popular y poco tratado por los estudiosos. Por otro lado, la historia de la asistencia militar, en concreto a través de las Brigadas internacionales está mucho mejor documentada que el papel de la gente dedicada a la no violencia, a las iniciativas civiles y a lo que hoy se podría llamar organizaciones no gubernamentales (ONG).

## Los años de Viator
Como para muchas familias, para la de Brocca la guerra civil supuso incertidumbre, desplazamientos y separación; pero los hijos de José Brocca recuerdan haber pasado sus años de formación en el pueblo de Viator, cerca de Almería, y es a Viator a donde miembros de la familia han vuelto, para visitar la zona a la que sienten que Brocca estuvo más íntimamente ligado. Brocca fue el director de la escuela de Viator a principios de la década de 1930, ganando reputación y respeto como líder comunitario. Por ejemplo, fue clave para desafiar a los intereses comerciales locales que querían detener un proyecto para llevar agua a una fuente pública del pueblo. Hubo una placa, actualmente desaparecida, en la fuente de Viator conmemorando este hecho. Brocca que fue un internacionalista y activista político toda su vida, estuvo muy involucrado en la puesta en marcha de las Escuelas Laicas, una iniciativa del programa político republicano. 

Andalucía fue rápidamente atrapada en la violencia y confusión de la Guerra Civil y uno de los más infames incidentes fue el bombardeo del puerto de Almería por parte de la Kriegsmarine de Hitler como represalia por el llamado Incidente Deutschland. En el caso de Brocca la guerra civil fue metafórica y literalmente una guerra de hermanos contra hermanos. 
Los cinco hijos de Brocca fueron: Arnulfo, Helio, Irma Leticia, Olga Teresa y Humberto. Arnulfo, el mayor, formó parte del bando nacional, ascendió rápidamente y tras la guerra tuvo una distinguida carrera como oficial en el ejército español, principalmente en La Coruña antes de retirarse a Huelva y luego a Sevilla para vivir con su hija y familia. Humberto fue reclutado en el bando republicano, y murió de las heridas y enfermedades contraídas en los campos de batalla.
A pesar de los horrores de la guerra y de la naturaleza divisora de esta guerra en particular, los cuatro hermanos y hermanas supervivientes tienen buenos recuerdos de su infancia en Viator y se mantuvieron en contacto en los años de posguerra.

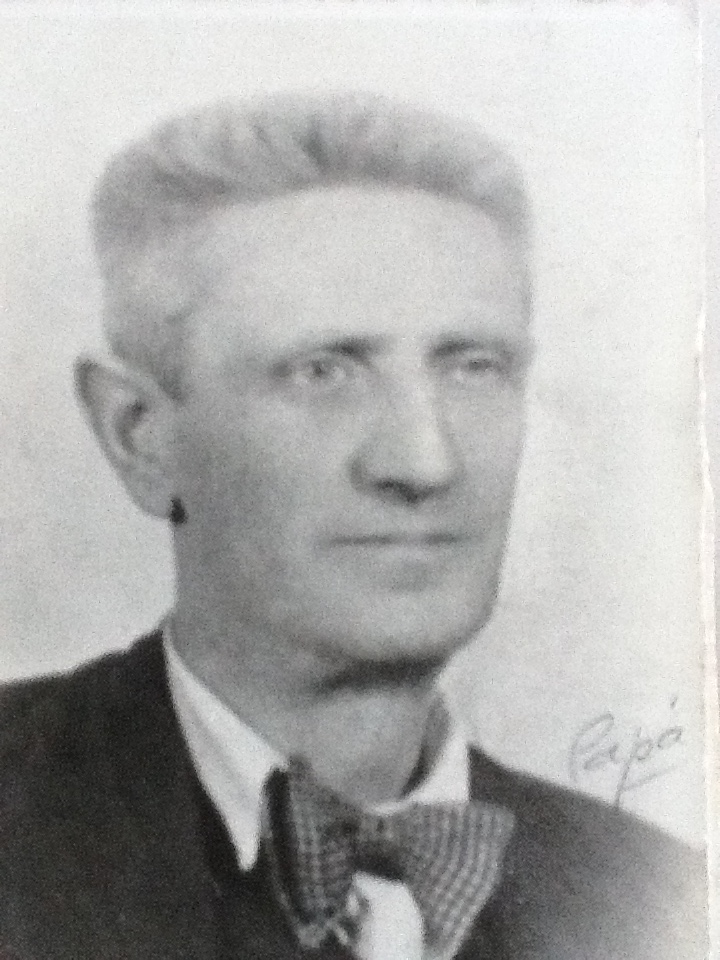
José Brocca en años antes de la guerra.

A lo largo de toda su vida Arnulfo, el héroe de guerra condecorado, veterano de alguna de las más duras batallas y respetado oficial del ejército de la dictadura de Franco, habló de su padre pacifista como "el hombre más grande que jamás vivió". Esto no es una paradoja: es el testamento del valor y la fuerza de carácter de ambos hombres, indicativo de las complejidades de la guerra civil y una victoria de la humanidad sobre la política. Helio murió en 1968, Olga en 2004, Arnulfo en 2005 e Irma en 2009.
Brocca se alineó con el segmento socialista del complejo espectro político republicano y representó al pacifismo español en las reuniones internacionales del movimiento por la paz (la Orden del Olivo y la Internacional de Resistentes a la Guerra). Era colega de la doctora anarquista y feminista Amparo Poch y Gascón. Creía que los pacifistas debían apoyar la causa republicana, pero él fue en primer lugar y por encima de todo, un humanista. 
Hay una historia local en Viator que cuenta cómo evitó que un cura fuera asesinado dándole su coche para que huyera.
De 1933 a 1937 el Profesor Brocca estuvo en Madrid, en donde su trabajo incluía ser inspector escolar y dar clases en la universidad, mientras la casa familiar seguía estando en Viator. Se cree que en algún momento Brocca también pasó algo de tiempo en Buenos Aires, Argentina, donde vivía su hermano.

## Un reto para el pacifismo
A muchos pacifistas activos de Europa y EE. UU. les resultó difícil o imposible ser neutrales antes del golpe de Estado fascista (Pronunciamiento del 17 y 18 de julio de 1936) en España (Prasad, 2005). Algunos miembros destacados de organizaciones pacifistas, como el Dr. Albert Einstein, ya habían renunciado al pacifismo como reacción a la toma de poder de Hitler en Alemania. Fenner Brockway se retiró de la organización Internacional de Resistentes a la Guerra en los primeros días de la guerra civil española (aunque tras la Segunda Guerra Mundial con el establecimiento de la Guerra Fría y la amenaza nuclear se reafirmó en su compromiso con el pacifismo). La opinión de José Brocca de la posición en España era que:

...la gente no ha tenido otra alternativa que enfrentar la violencia con violencia. Es lamentable, pero toda la responsabilidad de estos trágicos y sangrientos días que estamos soportando, recae sobre esos que han desatado destrucción y matanza para defender, no ideales, sino privilegios caducos y odiosos que nos retrotraen a la barbarie medieval.
(Citado en Brown, 1937)

El activismo de Brocca en respuesta a la insurrección armada en España fue ampliamente citada por pacifistas de Reino Unido y otros lugares, como modelo de conducta. Herbert Runham Brown, Secretario Honorífico de la Internacional de Resistentes a la Guerra preguntó "¿Qué haría yo si estuviera en España?" y en respuesta reproducía fragmentos de una carta de Brocca en la que indicaba:

En Barcelona, en Valencia, en la provincia de Cáceres y en Madrid he actuado y continuo actuando en tareas tan interesantes como estimulantes, dirigiendo y organizando a los campesinos para que en lugar de abandonar la agricultura, incluso en aquellas zonas abandonadas por los fascistas en su huida, trabajen para evitar que se interrumpa la producción y el aprovisionamiento de alimentos a las ciudades; creando y organizando escuelas y casas para los niños de aquellos ciudadanos que han caído o que están luchando en los numerosos frentes, y en general aprovechando todas las oportunidades para difundir entre los combatientes nuestros ideales humanitarios y nuestra repugnancia por la opresión y la crueldad.
(Brown, 1937)

Brocca renunció a su puesto gubernamental en Madrid para dedicarse a organizar actividades como la compra y distribución de comida y ropa, que se importaba a través de un puerto de Valencia, financiado por la Internacional de Resistentes a la Guerra para estos fines; y en Madrid organizó un comité de mujeres para distribuir comida y recoger información sobre gente que no podía llegar a los puestos de socorro (Bennett, 2003).

## Niños de la guerra

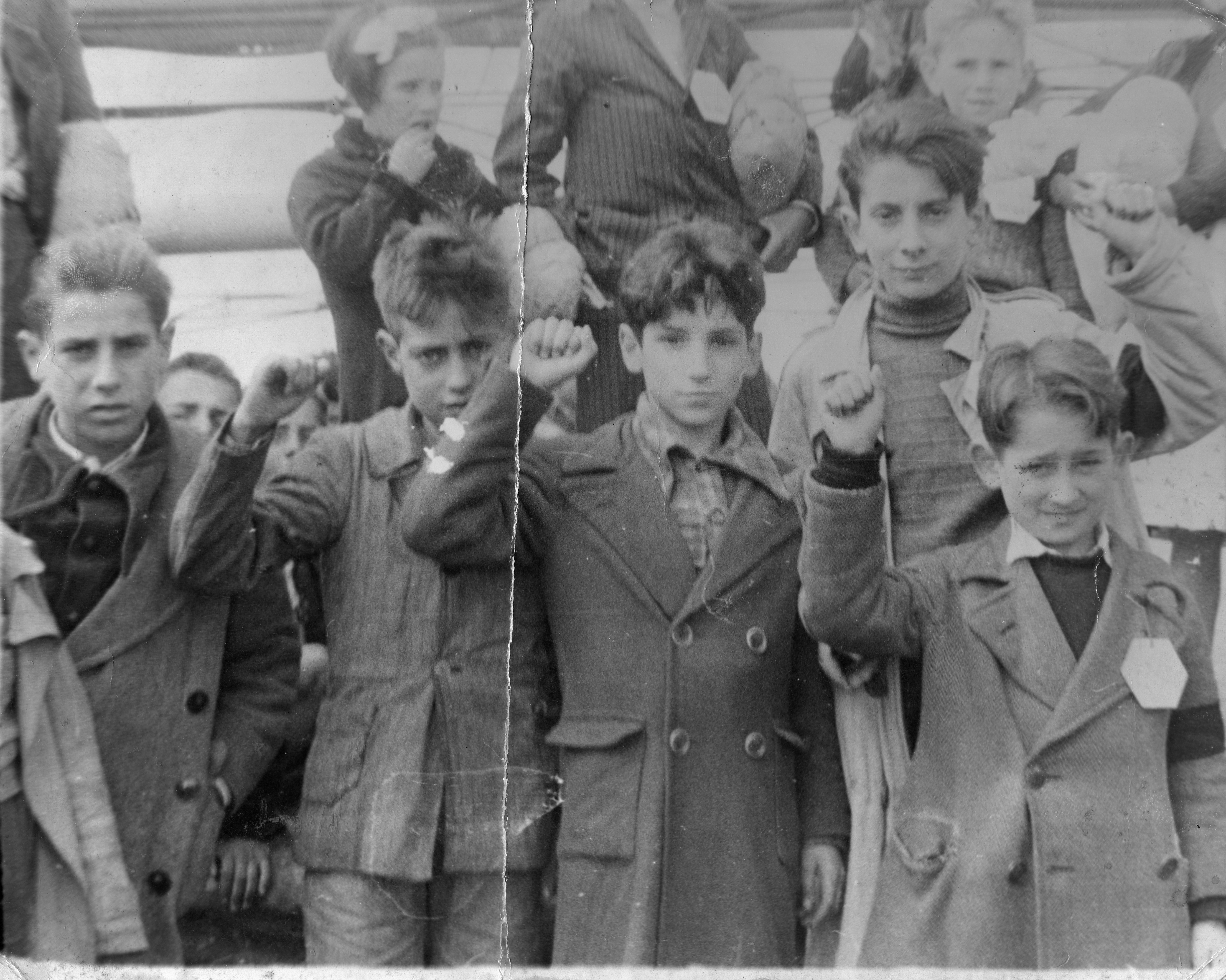
Niños preparados para la evacuación de España, algunos de ellos hacen el saludo comunista.

Durante la guerra, la ciudad franco-catalana de Prats-de-Mollo-la-Preste (cerca de Perpiñán) en los Pirineos, fue la ubicación de un refugio financiado por la Internacional de Resistentes a la Guerra y dirigido por el Profesor Brocca y su esposa. Helio, Irma y Olga estaban también allí en aquella época, pero fueron enviados al cuidado de la cuñada de Brocca, a vivir con simpatizantes en Rouen hasta que la capitulación francesa ante los nazis exigió su huida desde Normandía de regreso al sur.
Los refugiados alojados en Prats-de-Mollo eran niños separados de sus familias, huérfanos y viudas que habían escapado de España; según Hunter (1939), en un momento dado hubo aproximadamente cuarenta personas en la residencia y el cuidado de una persona extra siempre tendría prioridad sobre la compra de cualquier pequeño "lujo". Durante el tiempo que pasó allí, el Profesor Brocca se volvió un experto en encontrar caminos a través de los Pirineos y cruzó la frontera muchas veces en varias misiones que lo llevaron en ambas direcciones. De hecho, el refugio formó parte de un "tren clandestino" (Agirre, abril de 1996).
De acuerdo con Bennett (2003), a Brocca no le gustaban los orfanatos e instituciones infantiles tradicionales, que le parecían prisiones. Antes de la guerra, él y Amparo Poch presentaron al Ministerio de Salud del gobierno republicano un plan para "hogares" que estarían destinados a alojar veinticinco niños al cuidado de un padre y una madre sustitutos. En tiempos de guerra los veinticinco fueron sobrepasados a menudo, pero Bennett documenta que, así como puso en marcha varias colonias infantiles en el sur de Francia con el apoyo de la Internacional de Resistentes a la Guerra, Brocca asentó a quinientos niños en México. A pesar de que la mayoría de los niños venían de familias republicanas, hay evidencias en los Sayre Papers (Swarthmore College Peace Collection) de que Brocca no rechazaba huérfanos o niños perdidos de padres nacionalistas.

## Huida y exilio
Después de que la Guerra Civil hubiese oficialmente terminado, el profesor Brocca rehusó abandonar Prats-de-Mollo hasta que todos los niños bajo su cargo fueran devueltos a sus familias. En esta época su propia vida estuvo seriamente amenazada por los ocupantes nazis y los colaboracionistas franceses del gobierno de Vichy. 
El refugio de Prats-de-Mollo estaba en la ruta de uno de los cuatro principales cruces fronterizos que estaban siendo usados por cientos de miles de refugiados españoles conforme el colapso de la República se hacía inevitable. No era un viaje fácil, incluía caminos de montaña impracticables para vehículos de motor. Amparo Poch y Gascón fue una de las que usó esta ruta (Rodrigo, 2002). Ella permaneció en Prats-de-Mollo, durante algún tiempo, antes de llegar finalmente a Toulouse donde viviría el resto de su vida en el exilio, y es razonable suponer que estuvo cobijada en el refugio de la Internacional de Resistentes a la Guerra. 

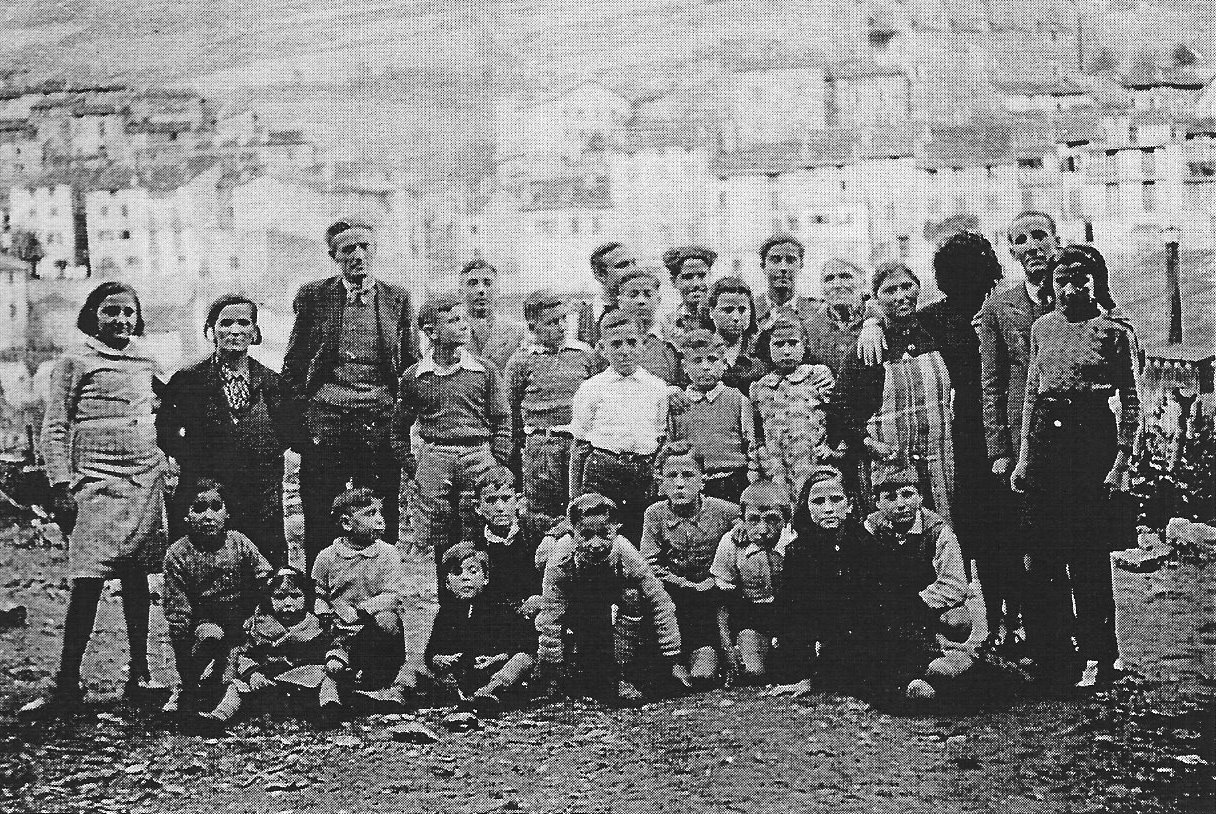
El profesor Brocca, tercero por la izquierda en la imagen, con residentes del refugio de la WRI en Prats-de-Mollo en algún momento entre 1937 y 1939.

Dado que Prats-de-Mollo era también la localización de uno de los mayores campos de concentración instalados por los nazis en esta parte de la Francia ocupada, y dado que Brocca había estado cruzando la frontera repetidamente para contactar y hacer posible la huida de España de antimilitaristas y otras personas amenazadas (Aguirre, abril de 1996), está claro que su vida estaba ahora en mayor peligro que nunca antes. Se le hizo una oferta de asilo en el Reino Unido a instancias de destacados pacifistas británicos tales como Runham Brown, George Lansbury, Grace Beaton, Ruth Fry, y Lord Ponsonby. 
Brown y Lansbury habían entablado un acuerdo único con el ministro de Interior británico según el cual la Internacional de Resistentes a la Guerra como organización, podía actuar como avalista de los refugiados que deseasen traer de España y otros países europeos donde hubiese riesgo de persecución. La Internacional de Resistentes a la Guerra estaba siendo financiada por un grupo de garantes cuyos nombres y prestigio fueron aceptados por el Ministerio de Interior (Prasad, 2005). Sin embargo antes de que Brocca pudiese responder a esta oferta fue arrestado y enviado al campo de concentración.
Finalmente, gracias a la influencia de la Internacional de Resistentes a la Guerra y con la ayuda activa de la Resistencia francesa, Brocca escapó del campo de concentración y dejó Francia, llegando finalmente a México el 17 de octubre de 1942 a bordo del navío portugués SS Nyassa, un barco bien conocido por muchos refugiados tanto de la guerra civil española como de la Segunda Guerra Mundial. 
Las evidencias escritas sobre el período que va desde la huida de Brocca a su llegada a México son muy superficiales, pero testimonios de la familia sugieren que durante un tiempo considerable, ni él ni su esposa sabían si el otro había sobrevivido. La ocupación nazi implicaba que era muy difícil hacer investigaciones, a pesar de los mejores esfuerzos de la Internacional de Resistentes a la Guerra para establecer contacto vía agencias como la Cruz Roja. Después de muchas dificultades su esposa y uno de sus hijos (Helio) se reunieron con él tras años de separación. Se establecieron en San Luis Potosí y en Ciudad de México donde miembros de la familia de Helio todavía viven. 
Se recaudaron fondos para sus billetes de avión y barco entre los partidarios de Reino Unido y hubo también un apoyo considerable por parte de los Estados Unidos, coordinado por John Nevin Sayre de la organización Fellowship of Reconciliation en el estado de Nueva York. Los otros hijos de Brocca se establecieron en Gales (Olga), Suecia (Irma) y Arnulfo se quedó en España.
El profesor Brocca nunca volvió a ver España de nuevo y murió repentinamente en junio de 1950 a la edad de 59 años. Está sepultado en la Ciudad de México.

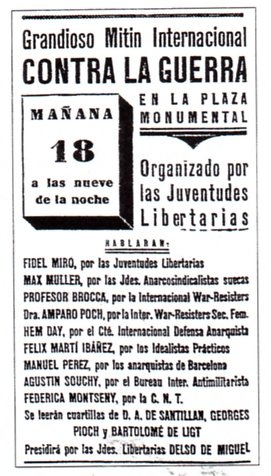
Publicidad: mitin organizado contra la guerra, Barcelona, 18 de julio de 1936.

## Democracia y optimismo
En los comienzos de la década de 1970, con el gradual retorno a la democracia que precedió a la muerte de Franco en 1975, y con la posterior Transición Española, la viuda de Brocca Rosa García López, pudo volver a España viviendo parte de ese tiempo con familiares en Madrid y con su hermana María García López, que tenía una pequeña tienda de periódicos y revistas en la calle Ecuador, en el Barrio de Casablanca de la ciudad portuaria de Vigo (Galicia). Rosa también pudo pasar algún tiempo reencontrándose con su hija Olga Brocca Smith y su familia en la villa de Pyle, cerca de Bridgend (Gales). Olga y su marido fueron activistas por la paz hasta el final de sus vidas. 
En su libro de 1939 Corpúsculos blancos en Europa ("White Corpuscles in Europe") el escritor estadounidense Allan A. Hunter ve el final de la guerra civil española y el principio de la Segunda Guerra Mundial desde el otro lado del Atlántico y, a pesar del panorama desolador en Europa, ve algunas bases para el optimismo en el trabajo de humanistas como Philippe Vernier (Francia), Friedrich Siegmund-Schultze (Alemania), Pierre Ceresole (Suiza), Muriel Lester (Inglaterra), George Lansbury MP (anterior líder del Partido Laborista británico) y José Brocca (España). En la página 76, Hunter plantea:
«El profesor Brocca parece reconocer que luchar contra el fascismo con el uso fascista de las armas es contraproducente. Si hacemos lo que los fascistas hacen, entonces solo aprobamos el fascismo. Para prevenir el fascismo tenemos que prevenir la desesperación, la pobreza, el caos y la ignorancia de las que se produce el fascismo.»
Scott H. Bennett escribe de él:
«La historia de Brocca demuestra que el valor pacifista no es menos heroico que el militar.»